# Arrondissement de Lénine d'Irkoutsk
L'arrondissement de Lénine (russe : Ле́нинский администрати́вный о́круг, Léninski administrativny okroug) est l'un des quatre arrondissements de la ville sibérienne d'Irkoutsk en Russie.